# Inés de Merania
Inés de Merania o de Merán (1172-1201), reina consorte de Francia, era hija del duque Bertoldo IV de Merania y de Inés de Rochlitz.

## Matrimonio y descendencia
Se casó el 7 de mayo de 1196 con el rey Felipe Augusto, que había repudiado a su segunda esposa Isambur de Dinamarca en 1193. De este matrimonio nacieron tres hijos de los que sobrevivieron dos:
- María de Francia (1198-1224)
- Jean-Tristan (nacido y muerto en 1200)
- Felipe Hurepel de Clermont (1201-1234), conde de Mortain y de Aumale.

## El problema matrimonial
En 1193 Felipe Augusto se había casado en segundas nupcias con la princesa Isambur de Dinamarca. La misma noche de bodas sintió una aversión inmensa hacia su nueva esposa, motivo por el cual la repudió. Felipe Augusto intentó, infructuosamente, conseguir la anulación de este matrimonio aduciendo, para ello, la no consumación del mismo, pero el papa Inocencio III no se la concedió.
La anulación del matrimonio con Isambur le fue concedida al rey por una asamblea de obispos más complacientes. En 1196, preocupado por su precaria sucesión dado que solo tenía un hijo habido en su primer matrimonio con Isabel de Hainaut, contrajo nuevo matrimonio con Inés de Merania. Inmediatamente, Inocencio III dictó un interdicto contra Francia declarando nulo este matrimonio y obligando a Felipe Augusto a repudiar a su nueva esposa y a volver con su esposa legal. Frente a la amenaza de excomunión, Felipe Augusto repudió a Inés en 1200 permitiendo que Isambur retornara a la corte en calidad de reina consorte, pero no reanudó su vida conyugal con ella.
Felipe Augusto negoció con Inocencio III el reconocimiento de los dos hijos que tuvo con Inés: el príncipe Felipe Hurepel, casado con Matilde de Dammartín, heredero del condado de Boloña, y María, casada con Felipe I de Namur, y después con Enrique I de Brabante
Inés de Meránia se retiró al castillo de Poissy donde murió en julio de 1201. Fue enterrada en la iglesia de San Correnti, cerca de Nantes